# Campeonato da Alemanha de Ciclismo Contrarrelógio
Os Campeonatos da Alemanha de Ciclismo Contrarrelógio são organizados anualmente desde o ano de 1995 para determinar o campeão ciclista da Alemanha de cada ano, na modalidade.
O título é outorgado ao vencedor de uma única prova, na modalidade de contrarrelógio individual. O vencedor obtêm o direito de usar a maillot com as cores da bandeira da Alemanha até ao campeonato do ano seguinte, unicamente quando disputa provas contrarrelógio.

## As peculiaridades da organização
- O campeonato da Alemanha não foi organizado em 1911, 1912, 1914 a 1918, 1926, 1927, 1929 a 1933, 1942 a 1945.
- Foi organizado com adição de pontos em várias provas em 1928, 1934, 1936 a 1941, 1949 e 1950.
- Reagrupava os corredores da RFA e da RDA em 1949 e 1950.
- Não foi organizado em 1973.
- Um segundo campeonato foi organizado desde 1995 para a contrarrelógio (CLM) individual.

Algumas edições particulares :
- de 1974 a 1986 : foi organizado conjuntamente com o Luxemburgo e Suíça ;
- em 1987 : foi organizado com a Suíça e Liechtenstein ;
- em 1990 : não foi organizado com a Suíça, Luxemburgo e a RDA ;
- de 1991 a 1994 : não foi organizado com a Suíça.

A partir de 2018, os campeonatos em estrada alemã esperanças foram organizados com aqueles do Luxemburgo e da Suíça.

## Palmarés masculino

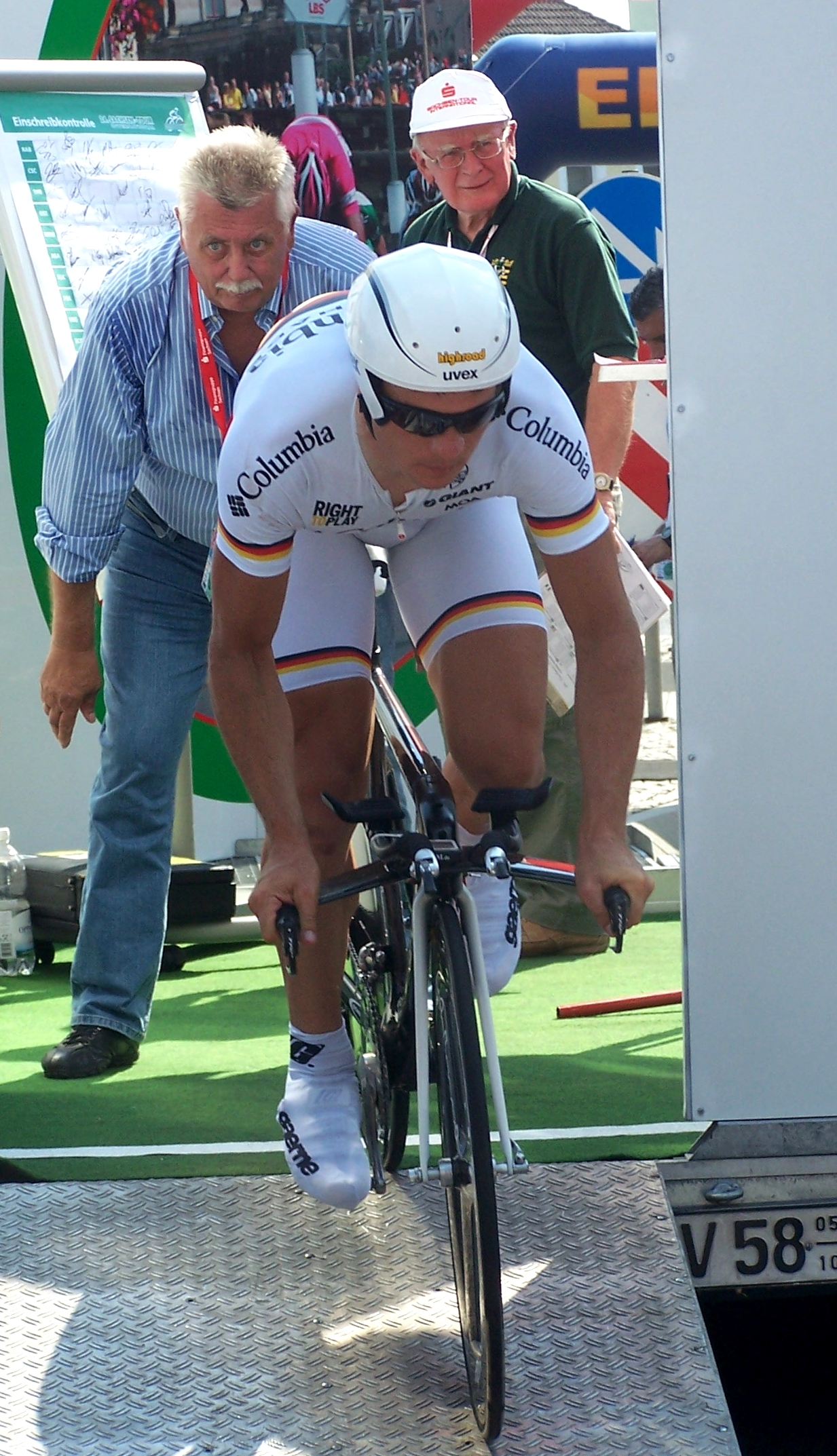
Bert Grabsch com a maillot de campeão da Alemanha CRI

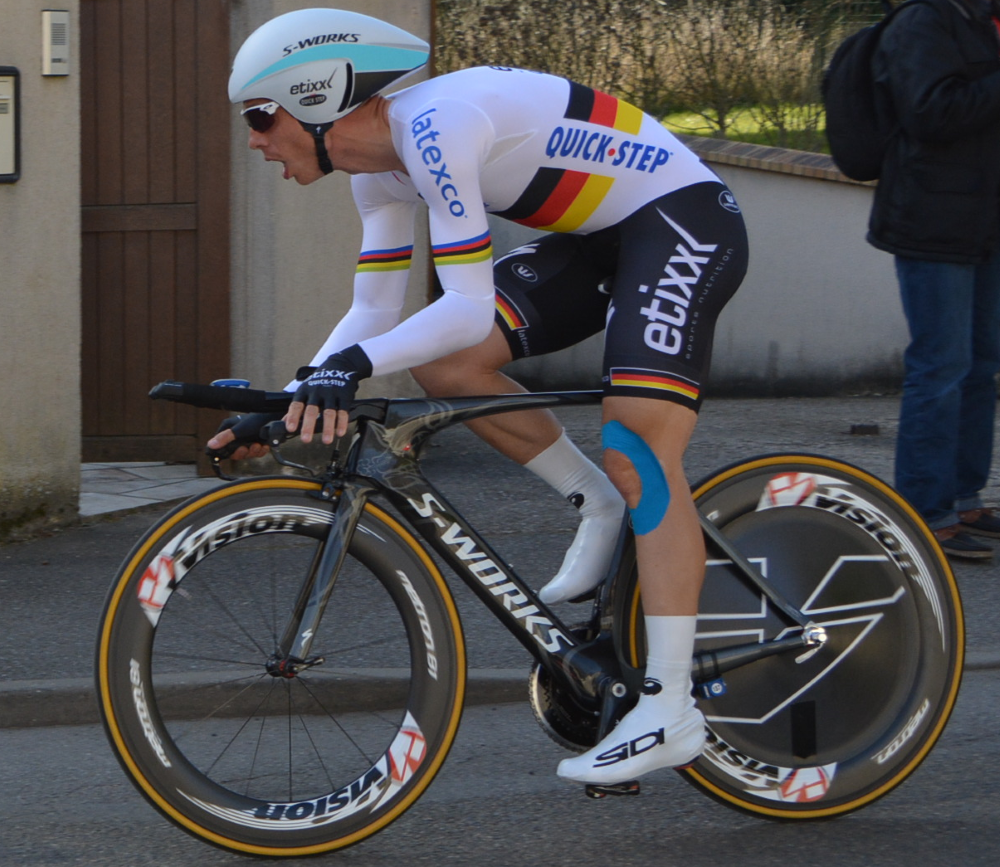
Tony Martin campeão em 2014

| Ano  | Ganhador       | Segundo           | Terceiro          |
| ---- | -------------- | ----------------- | ----------------- |
| 1994 | Jens Lehmann   | Jan Ullrich       | Michael Rich      |
| 1995 | Jan Ullrich    | Uwe Peschel       | Thomas Liese      |
| 1996 | Uwe Peschel    | Thomas Liese      | Michael Rich      |
| 1997 | Andreas Walzer | Bert Grabsch      | Thomas Liese      |
| 1998 | Uwe Peschel    | Andreas Walzer    | Thomas Liese      |
| 1999 | Andreas Walzer | Olaf Pollack      | Dirk Müller       |
| 2000 | Michael Rich   | Thomas Liese      | Sebastian Lang    |
| 2001 | Thomas Liese   | Uwe Peschel       | Andreas Walzer    |
| 2002 | Uwe Peschel    | Michael Rich      | Jens Voigt        |
| 2003 | Michael Rich   | Uwe Peschel       | Sebastian Lang    |
| 2004 | Michael Rich   | Sebastian Lang    | Jens Voigt        |
| 2005 | Michael Rich   | Sebastian Lang    | Jens Voigt        |
| 2006 | Sebastian Lang | Michael Rich      | Jens Voigt        |
| 2007 | Bert Grabsch   | Lars Teutenberg   | Robert Bartko     |
| 2008 | Bert Grabsch   | Stefan Schumacher | Tony Martin       |
| 2009 | Bert Grabsch   | Tony Martin       | Jens Voigt        |
| 2010 | Tony Martin    | Patrick Gretsch   | Jens Voigt        |
| 2011 | Bert Grabsch   | Tony Martin       | Patrick Gretsch   |
| 2012 | Tony Martin    | Bert Grabsch      | Lars Teutenberg   |
| 2013 | Tony Martin    | Patrick Gretsch   | Stefan Schumacher |
| 2014 | Tony Martin    | Nikias Arndt      | Lars Teutenberg   |
| 2015 | Tony Martin    | Nikias Arndt      | Stefan Schumacher |
| 2016 | Tony Martin    | Jasha Sütterlin   | Nils Politt       |
| 2017 | Tony Martin    | Jasha Sütterlin   | Nils Politt       |
| 2018 | Tony Martin    | Jasha Sütterlin   | Nikias Arndt      |
| 2019 | Tony Martin    | Nils Politt       | Jasha Sütterlin   |
| 2020 | Não disputado  | Não disputado     | Não disputado     |
| 2021 | Tony Martin    | Miguel Heidemann  | Max Walscheid     |
| 2022 | Lennard Kämna  | Jannik Steimle    | Nils Politt       |

### Contrarrelógio por equipas
| Ano  | Campeões                                                                                      | Segundo                                                                                                | Terceiro                                                                         |
| 2015 | Joshua Stritzinger Domenic Weinstein Kersten Thiele Theo Reinhardt Nils Schomber Marco Mathis | Joshua Huppertz Lukas Löer Frederik Dombrowski Max Walscheid Richard Weinzheimer Daniel Westmattelmann | Nils Politt Jonas Tenbrock Moritz Backofen Ole Quast Manuel Porzner Sven Reutter |
| 2016 | Jan Tschernoster Mario Vogt Marco Mathis Pascal Ackermann Patrick Haller Domenic Weinstein    | Julian Braun Joshua Huppertz Daniel Westmattelmann Richard Weinzheimer Raphael Freienstein Luca Henn   | Christian Koch Leon Rohde Carl Soballa Robert Kessler Franz Schiewer Max Kanter  |

## Palmarés feminino
| Ano  | Ganhador          | Segundo              | Terceiro            |
| ---- | ----------------- | -------------------- | ------------------- |
| 1994 | Lado Hohlfeld     | Hanka Kupfernagel    | Cordula Gruber      |
| 1995 | Hanka Kupfernagel | Judith Arndt         | Petra Rossner       |
| 1996 | Hanka Kupfernagel | Judith Arndt         | Lado Hohlfeld       |
| 1997 | Hanka Kupfernagel | Judith Arndt         | Ina-Yoko Teutenberg |
| 1998 | Judith Arndt      | Jacqueline Brabenetz | Mandy Hampel        |
| 1999 | Judith Arndt      | Petra Rossner        | Bettina Schöke      |
| 2000 | Hanka Kupfernagel | Bettina Schöke       | Ina-Yoko Teutenberg |
| 2001 | Judith Arndt      | Bettina Schöke       | Hanka Kupfernagel   |
| 2002 | Hanka Kupfernagel | Trixi Worrack        | Tina Liebig         |
| 2003 | Judith Arndt      | Christiane Soeder    | Anke Wichmann       |
| 2004 | Judith Arndt      | Trixi Worrack        | Petra Rossner       |
| 2005 | Judith Arndt      | Trixi Worrack        | Madeleine Sandig    |
| 2006 | Charlotte Becker  | Madeleine Sandig     | Ina-Yoko Teutenberg |
| 2007 | Hanka Kupfernagel | Charlotte Becker     | Judith Arndt        |
| 2008 | Hanka Kupfernagel | Judith Arndt         | Charlotte Becker    |
| 2009 | Trixi Worrack     | Judith Arndt         | Ina-Yoko Teutenberg |
| 2010 | Judith Arndt      | Charlotte Becker     | Hanka Kupfernagel   |
| 2011 | Judith Arndt      | Charlotte Becker     | Ina-Yoko Teutenberg |
| 2012 | Judith Arndt      | Trixi Worrack        | Ina-Yoko Teutenberg |
| 2013 | Lisa Brennauer    | Trixi Worrack        | Esther Fennel       |
| 2014 | Lisa Brennauer    | Trixi Worrack        | Charlotte Becker    |
| 2015 | Mieke Kröger      | Lisa Brennauer       | Trixi Worrack       |
| 2016 | Trixi Worrack     | Stephanie Pohl       | Lisa Brennauer      |
| 2017 | Trixi Worrack     | Lisa Brennauer       | Stephanie Pohl      |
| 2018 |                   |                      |                     |
| 2019 |                   |                      |                     |
| 2020 |                   |                      |                     |
| 2021 |                   |                      |                     |
| 2022 |                   |                      |                     |
| 2023 |                   |                      |                     |
| 2024 |                   |                      |                     |

- Vários títulos :
  - 9 : Judith Arndt
  - 7 : Hanka Kupfernagel
  - 3 : Lisa Brennauer, Trixi Worrack

## Estatísticas

### Mais vitórias
| Ciclista       | Vitórias | Anos                                                        |
| -------------- | -------- | ----------------------------------------------------------- |
| Tony Martin    | 10       | 2010, 2012, 2013, 2014, 2015, 2016, 2017, 2018, 2019 e 2021 |
| Michael Rich   | 4        | 2000, 2003, 2004 e 2005                                     |
| Bert Grabsch   | 4        | 2007, 2008, 2009 e 2011                                     |
| Uwe Peschel    | 3        | 1996, 1998 e 2002                                           |
| Andreas Walzer | 2        | 1997 e 1999                                                 |